# آدام دوگدیل
آدام دوگدیل (انگلیسی: Adam Dugdale؛ زادهٔ ۱۲ سپتامبر ۱۹۸۷) بازیکن فوتبال اهل بریتانیا است.
از باشگاه‌هایی که در آن بازی کرده‌است می‌توان به باشگاه فوتبال ترانمره راورز، باشگاه فوتبال کرو آلکساندرا، باشگاه فوتبال مورکم، باشگاه فوتبال بارو، باشگاه فوتبال هاید، باشگاه فوتبال ساوتپورت، باشگاه فوتبال تلفورد یونایتد، باشگاه فوتبال آکرینگتون استنلی، و باشگاه فوتبال درویلزدن اشاره کرد.